# San Gennaro esce illeso dalla fornace
Il San Gennaro esce illeso dalla fornace è un dipinto olio su rame argentato (320×200 cm) di Jusepe de Ribera del 1646 conservato presso la reale cappella del Tesoro di san Gennaro a Napoli.

## Storia
La pala si innesta in un insieme di opere eseguite dal Domenichino e dal Lanfranco, nella cappella laterale di sinistra della cappella del Tesoro di san Gennaro interna al duomo di Napoli, costituendo di fatto l'unica opera pittorica "napoletana" a cospetto di tutte le altre invece di scuola emiliana.

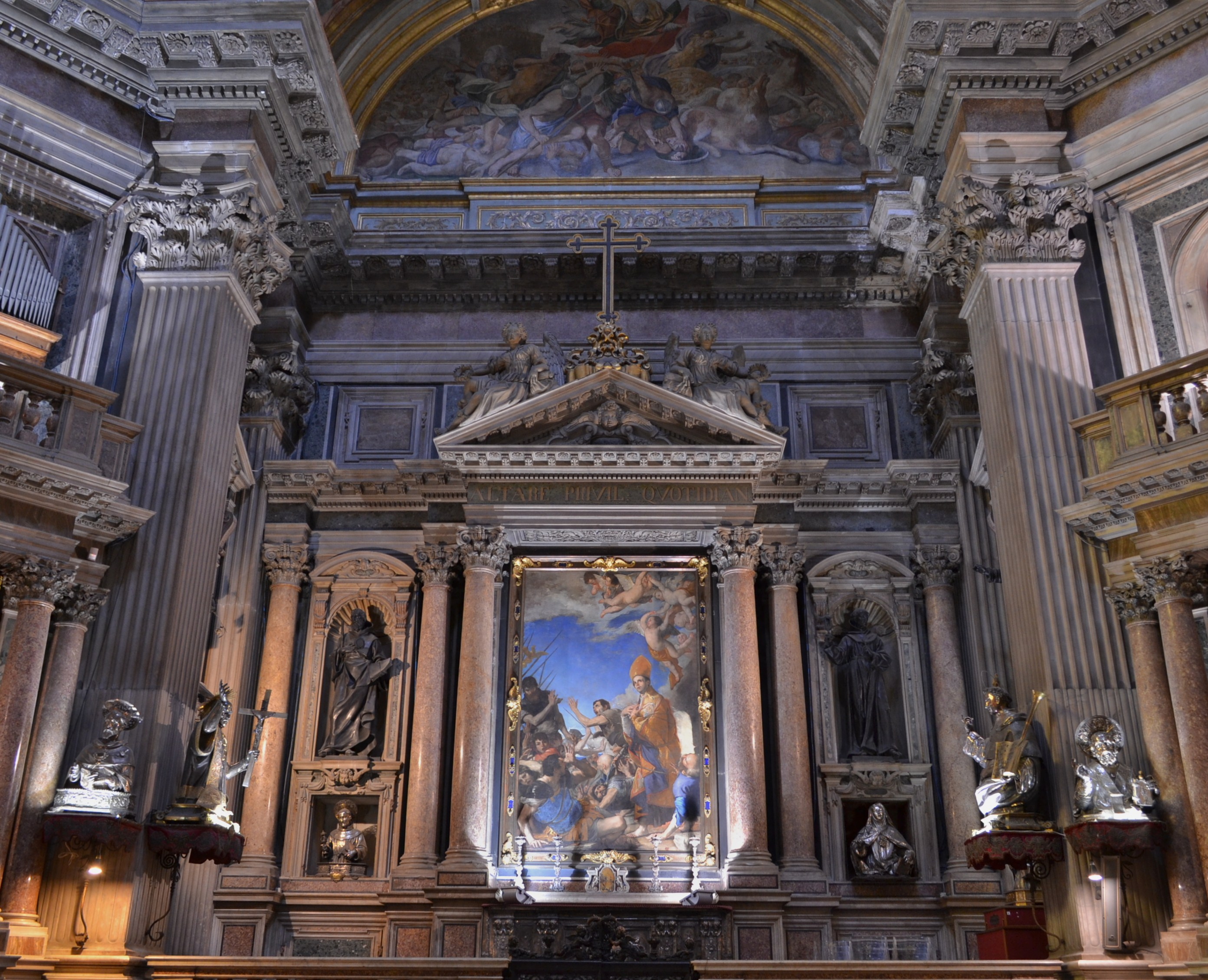
Veduta d'insieme della cappella

L'intero ambiente vede l'esistenza di opere (affreschi sulle lunette dei sottarchi e nei peducci della cupola piuttosto che altre 5 pale su rame delle cappelle laterali e degli altari addossati alle colonne della cupola) eseguite dal Domenichino, che tuttavia, a causa della sua prematura e improvvisa morte nel 1641, non poté ultimare. Pertanto rimasero da eseguire una pala da collocare sull'altare della cappella di destra (poi assegnata appunto al Ribera) e il grande affresco centrale della cupola, mentre un'altra pala da collocare sull'altare del colonnato di sinistra verso l'altare maggiore, rimase incompiuta.
Vennero chiamati a completare i lavori della cappella il Lanfranco, che eseguì la scena del Paradiso nella cupola, Massimo Stanzione, che eseguì la pala rimasta incompiuta dal Domenichino, che tuttavia non ricevette l'elogio dei membri della Deputazione del Tesoro e quindi fu ricollocata nella sacrestia della cappella, mentre nell'ambiente principale rimase in vista l'incompiuta scena del pittore bolognese, e quindi il Ribera, che ricevette l'incarico di eseguire la scena di San Gennaro che esce illeso dalla fornace nel 1641, per una somma complessiva pari a 1400 ducati, terminandola solo nel 1646 per poi consegnarla alla Deputazione del Tesoro nel 1647.
Il pittore spagnolo ricevette come anticipo per l'esecuzione della pala la somma di 400 ducati, mentre i restanti 1000 gli furono inviati al momento della consegna dell'opera, che comunque avvenne con netto ritardo rispetto ai tempi previsti anche a causa dei malanni fisici e psichici che colpirono l'artista in quegli anni. Per via del cospicuo numero di figure ritratte, sembra che addirittura la somma pattuita con la committenza non sia servita a coprire le spese dei materiali per l'esecuzione del lavoro, infatti pare che sia stato lo stesso Ribera a coprire di tasca propria la differenza mancante.

## Descrizione
La scena raffigura san Gennaro in abiti vescovili a piedi nudi e legato da una corda mentre esce illeso dalla fornace ardente con gli occhi rivolti ai putti disposti in un angolo superiore del quadro.
Diversi altri personaggi presenti nella scena, circa una dozzina, assistono meravigliati al miracolo. L'opera è considerata dagli esperti una delle più elevate del pittore spagnolo per la plasticità dei personaggi, per la cura dei particolari e per la straordinaria capacità espressiva.
In questo dipinto della maturità del pittore si coglie pienamente l’evoluzione del Ribera dal crudo realismo tenebrista di matrice caravaggesca dei suoi anni iniziali verso un’apertura coloristica neo-veneta ed una composizione classicista di stampo bolognese. Chiaro e in un certo senso “imposto” è il dialogo con il Domenichino, cui in ampia parte spetta la preesistente decorazione della Cappella del Tesoro, ma in questo capolavoro dello Spagnoletto sono state colte tangenze anche con altre opere degli antichi caposcuola della pittura bolognese, come nella Conversione di san Paolo di Ludovico Carracci, da cui riprende la figura in primo piano disposta a terra, o come nella Strage degli innocenti di Guido Reni, dove sembra aver preso spunto nella figura del ragazzino spaventato e urlante disposto sulla sinistra della composizione.
Il dipinto è firmato e datato sul sasso in basso a destra: «Joseph de Ribera, hispa/nus F. 1646».

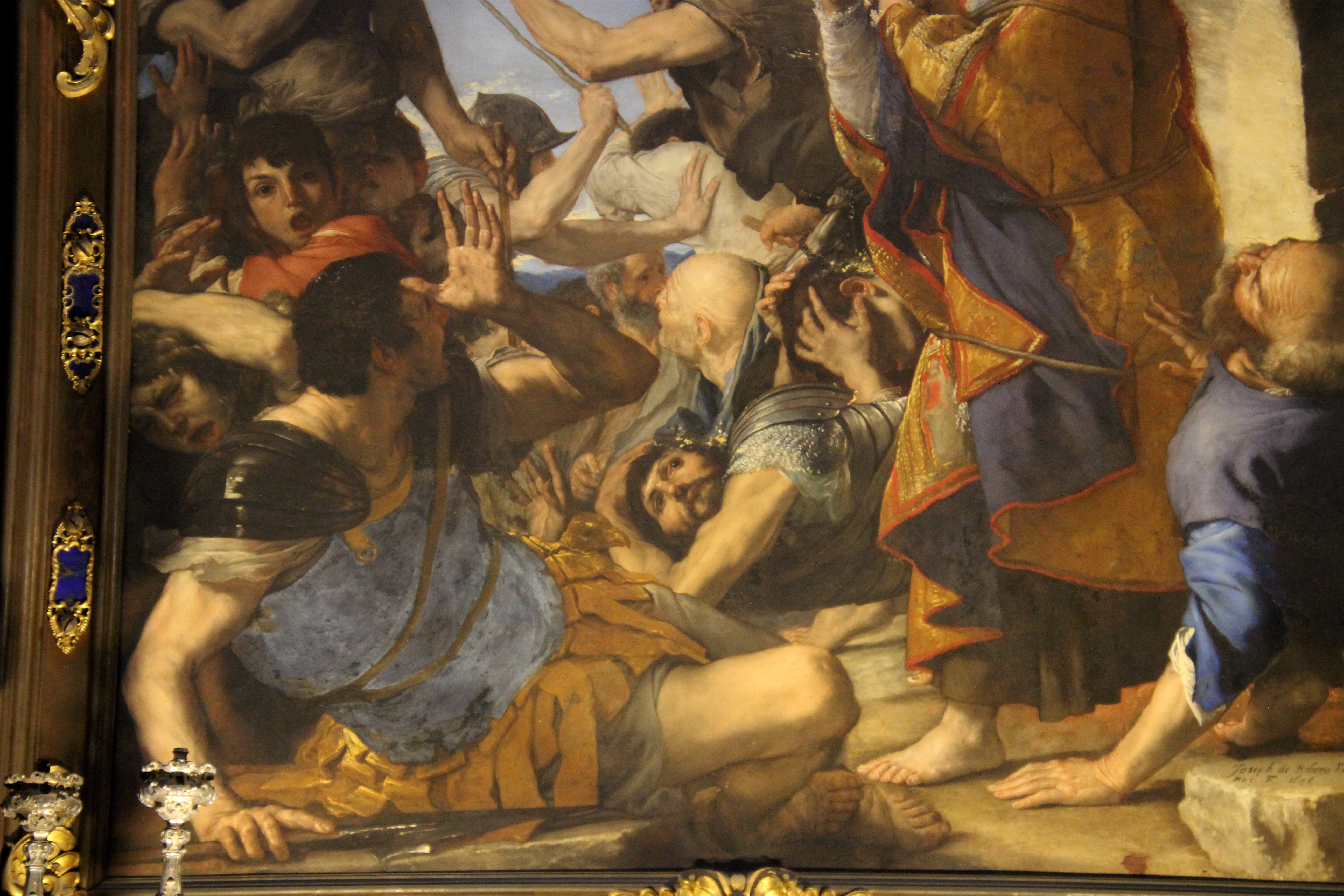
Registro inferiore
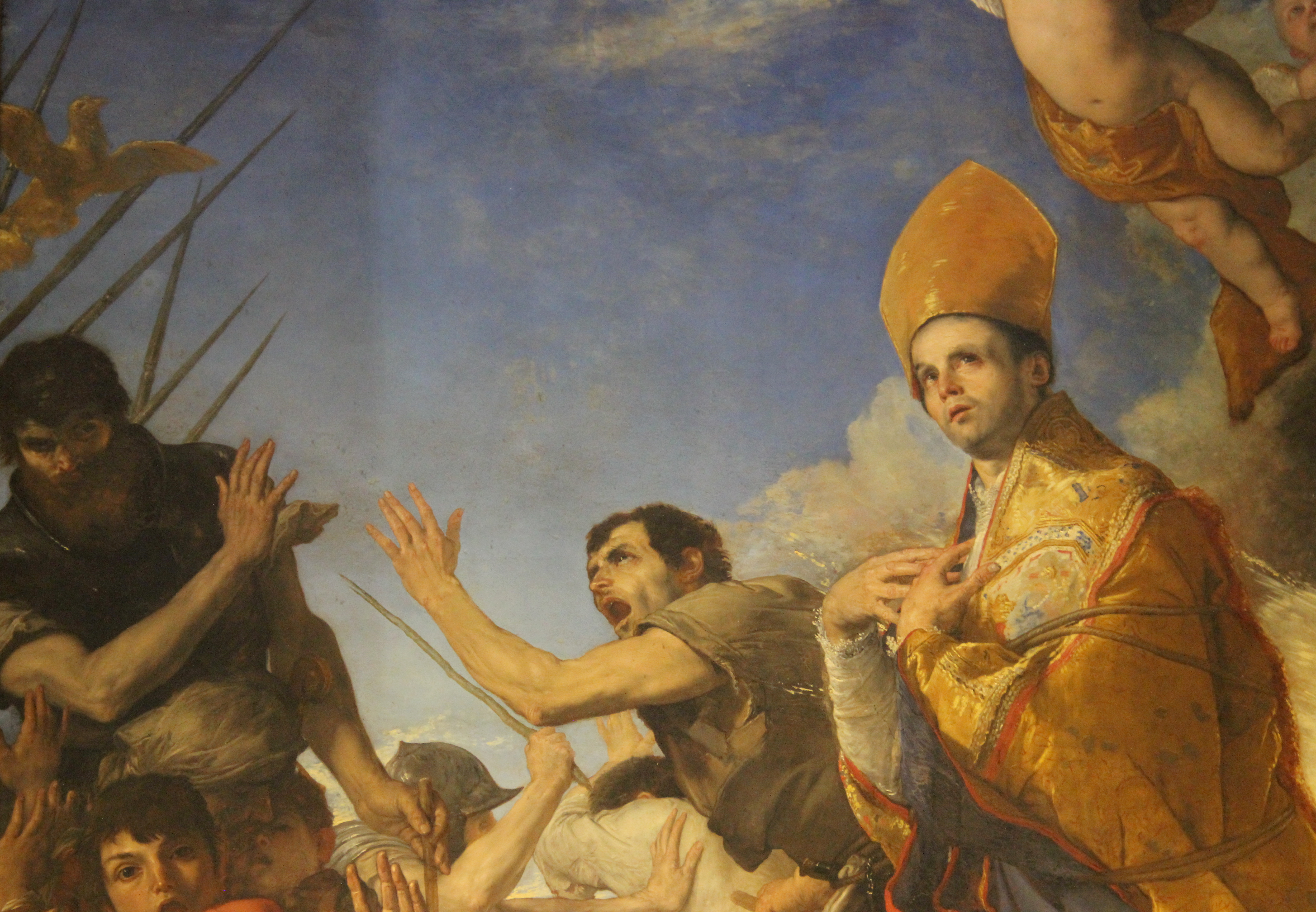
Registro mediano
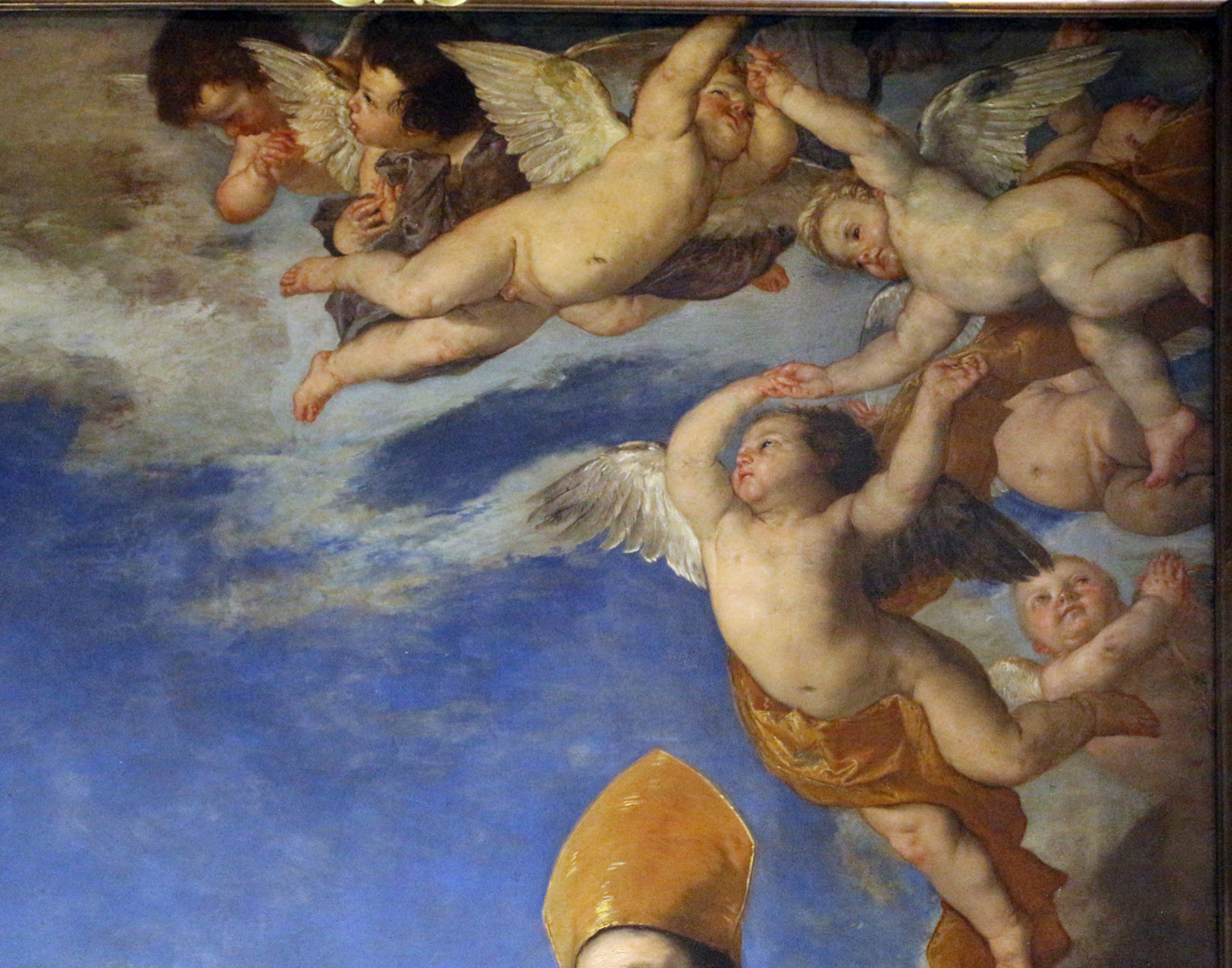
Particolare del registro superiore
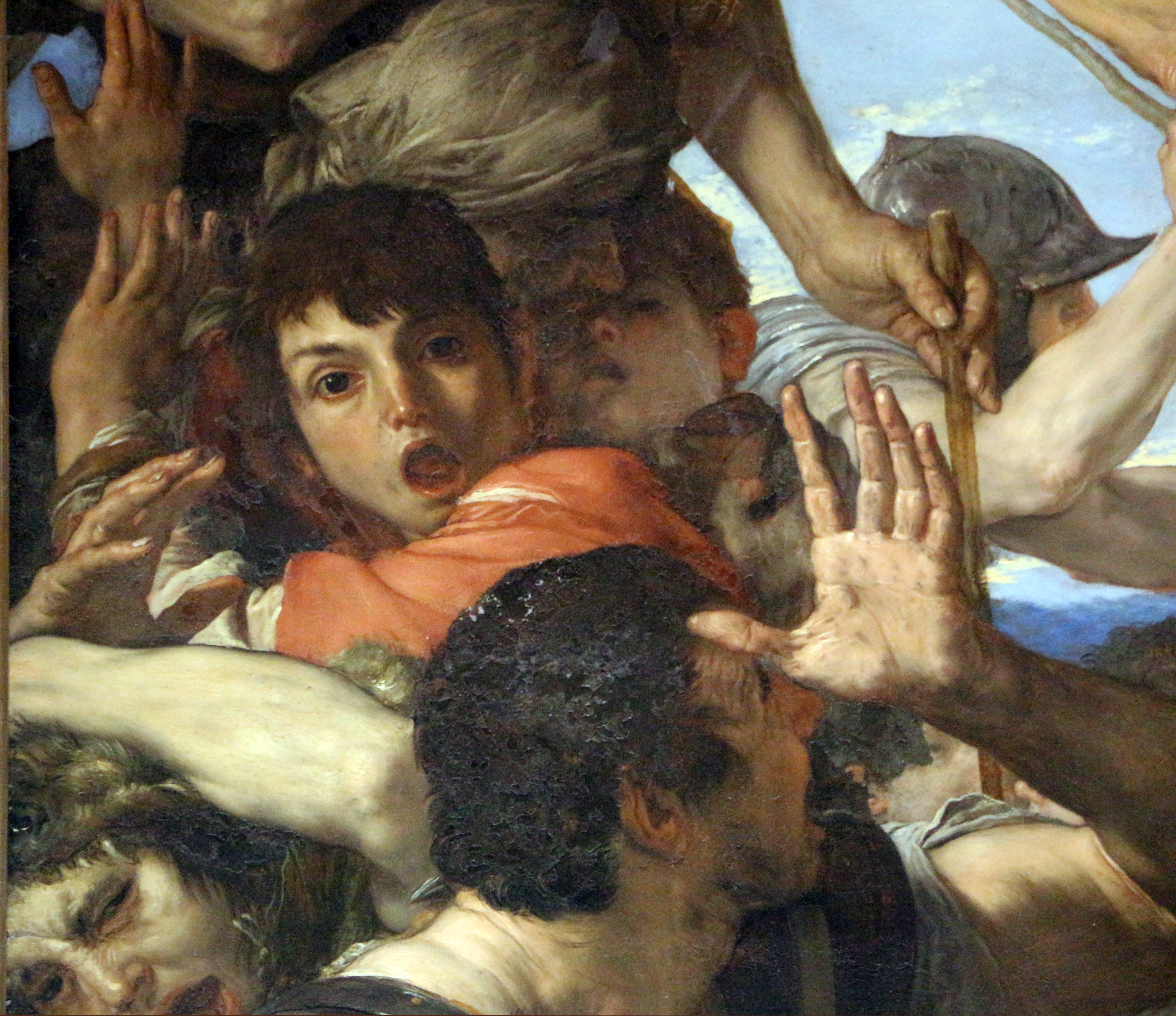
Dettaglio